# Vio-lence
A Vio-lence amerikai thrash metal együttes. 1985-ben alakultak meg San Franciscóban. Lemezeiket az MCA Records, illetve Megaforce Records kiadók jelentették meg. Először 1985-től 1993-ig működtek, majd 2001-től 2003-ig, végül 2018-ban a tagok újra összeálltak Sean Killian énekes érdekében, aki máj betegséggel küszködött. Pályafutásuk legelején még "Death Penalty" volt a nevük, ezt nem sokkal később Violence-re változtatták, illetve beletettek egy kötőjelet a névbe. 2019-ben a kaliforniai Oaklandben tartottak egy koncertet, ahol az egész Eternal Nightmare című albumot játszották el. 2020. elején a Vio-lence leszerződött a Metal Blade Records-hoz és új anyag kiadását tervezik.

## Tagok
| Jelenlegi felállás (2020) - Sean Killian – ének (1986–1994, 2001–2003, 2019–napjainkig) - Phil Demmel – szólógitár (1985–1994, 2001–2003, 2019–napjainkig) - Bobby Gustafson – ritmusgitár (2020–napjainkig) - Christian Olde Wolbers – basszusgitár (2020-napjainkig) - Perry Strickland – dobok (1985–1993, 2001–2003, 2019–napjainkig) | Korábbi tagok - Eddie Billy – basszusgitár (1985) - Troy Fua – ritmusgitár (1985–1987, 2001–2003) - Jerry Birr – ének (1985–1986) - Robb Flynn – ritmusgitár (1987–1992) - Mark Hernandez – dobok (1993–1994) - Steve Schmidt – ritmusgitár (2001) - Ray Vegas – ritmusgitár (1992–1994, 2001, 2019–2020) - Deen Dell – basszusgitár (1985–1994, 2001–2003, 2019–2020) |

## Diszkográfia

### Stúdióalbumok
- Eternal Nightmare (1988)
- Oppressing the Masses (1990)
- Torture Tactics (1991)
- Nothing to Gain (1993)
- Let the World Burn (2022)

### Videó
- Blood and Dirt (2006)